# Auflage (Publikation)
Der Begriff Auflage (abkürzt Aufl. oder A.) bezeichnet im Verlagswesen die Gesamtzahl der nach einer bestimmten unveränderten Satzvorlage gedruckten Exemplare einer Publikation (Bücher, Zeitschriften oder Zeitungen etc.), von der nach ihrem Abverkauf auch weitere erstellt und dann entsprechend fortlaufend mit Nummern wie z. B. „2. Auflage“ versehen werden können. Bei Büchern wird die geänderte Version einer Auflage oft mit einem entsprechenden Hinweis versehen.

## Bücher

### Erstauflage – Erstausgabe
Wird ein Buchtitel zum allerersten Mal als Printmedium veröffentlicht, spricht man von einer Erstausgabe. Die Erstauflage ist hingegen ganz allgemein die erste Auflage eines Druckwerkes – nicht nur die einer Erstausgabe. So kann ein Werk von Goethe auch heute noch zum Beispiel mit Kommentaren und Textkritik in einer Neuausgabe vorgelegt werden, die dann ebenfalls als Erstauflage bezeichnet werden kann.

### Auflagennummerierung
In der Regel wurde und wird erst ab der zweiten Auflage die jeweilige Auflage einer Ausgabe im Impressum angezeigt – die einer Erstauflage jedoch nicht, u. a. auch deshalb, weil Folgeauflagen zwar generell möglich, aber nicht mit Gewissheit vorhersehbar sind. Erstauflagen können jedoch u. a. in einer Auflagenchronik nachträglich Erwähnung finden. Gelegentlich werden Erstauflagen in der Erwartung von Folgeauflagen trotzdem als Erstauflage gekennzeichnet.
Manchmal verbirgt sich die Auflagennummer und das Auflagenjahr hinter einer Zahlenreihe in folgender Form, Beispiel:
{\displaystyle 26\quad 27\quad 28\quad 29\quad 30\quad \cdot \quad 98\quad 97\quad 96\quad 95\quad 94}
Der linke Teil beschreibt die Auflagennummern aufsteigend, der rechte Teil die Auflagenjahre absteigend. Gelesen wird von außen nach innen. Für obiges Beispiel bedeutet dies, dass es sich bei dem Buch um die 26. Auflage von 1994 handelt. Der Ursprung dieser Praxis liegt wahrscheinlich im Fotosatz. Wenn der Verlag im Jahr 1995 die 27. Auflage drucken will, müssen vom Druckfilm der Impressumseite nur die Zahlen ganz links und rechts abgekratzt werden, anstatt für ein aktualisiertes Impressum einen neuen Druckfilm anfertigen zu müssen.
Die Nummer einer Auflage wird ab der 2. Auflage bei jeder Neuauflage fortgezählt, in der u. a. auch (leichte) Überarbeitungen wie z. B. Korrekturen von Rechtschreibfehlern, Aktualisierungen des Inhalts oder auch nur ein verändertes Cover möglich sind. Wenn sich die Aufmachung oder der Inhalt einer Auflage von anderen Auflagen desselben Werkes jedoch grundlegender unterscheiden, z. B. nach einer Umwandlung des Textes in Neue Rechtschreibung oder/und wegen einer Erweiterung des Inhalts oder einer Ergänzung mit Illustrationen, spricht man von einer Neuausgabe, die wiederum mit einer ersten Auflage startet.
Eine Ausnahme bei der Auflagennummerierung bilden unverändert „verlässliche Nachdrucke“ einer Erstauflage, wie sie z. B. für als Schulbücher genutzte Lektüren üblich sind, in denen am Rand eines Textes Zeilennummern zur Orientierung für Lehrkräfte und Schüler angegeben sind. Ein erster Nachdruck entspricht in diesem Fall einer zweiten Auflage.

### Auflagenhöhe / Kalkulation (Deckungsauflage)
Die Auflagenhöhe bezieht sich auf die Zahl der produzierten Einheiten einer Auflage – bezogen auf die Erstauflage wird deren Höhe als Startauflage  bezeichnet.
Ist die Auflage aus marktstrategischen Gründen (z. B. unter bibliophilen Gesichtspunkten) auf eine Auflage mit einer bestimmten Anzahl von Exemplaren begrenzt, spricht man von einer „limitierten Auflage“ oder auch einer „Limited Edition“.
Als Kleinauflage oder Kleinstauflage galten in Druckereien bislang Aufträge von in der Regel nur 50 bis 200 Buchexemplaren, u. a. für Lyrikbände wenig bekannter Autoren, ansonsten Aufträge von bis zu 500 Exemplaren. (Siehe hierzu im Vergleich auch den Abschnitt: Abgrenzung zu Print on Demand)
Die durchschnittliche Auflage eines Romans beträgt zum Beispiel (Stand: September 2004) bei Suhrkamp oder C. H. Beck etwa 4.000 Exemplare, bei wissenschaftlichen Büchern 2.000 bis 3.000 Exemplare. Lyrikbände (selbst bekannter Autoren) bewegen sich zwischen 1000 und 2000 Exemplaren. Historisch wurde bei Auflagen dieser Größenordnung in 1000er Schritten gezählt. So finden sich in Büchern des 19. und 20. Jahrhunderts Angaben wie „1.-3. Tsd.“ oder „1. bis 3. Tausend“.
Die Deckungsauflage ist die Anzahl der Exemplare eines Druckwerkes, die verkauft werden muss, um die Herstellungskosten einer Auflage zu decken. Die Kalkulation eines Verlages muss bzw. kann hierbei neben absoluten Kosten, wie z. B. für das einmalige Einrichten der Satzvorlage eines Druckwerkes auch relative Kosten beachten, wie z. B. die pro Exemplar sinkenden Kosten, je höher die Auflage eines Druckwerkes ist. Die Größenordnung einer Kalkulation für das Werk eines bereits bekannten Autors kann sich dementsprechend sehr von der für das eines (noch) unbekannten Autors unterscheiden. Je nachdem wie schnell der Abverkauf einer Erstauflage erfolgt, wird die Anzahl von Exemplaren für Folgeauflagen kalkuliert. Verzögert sich hingegen der Abverkauf einer Erstauflage oder einer Folgeauflage zu sehr, wird deren Restbestand bzw. die Restauflage ggf. verramscht. Bei den meisten Verlagen müssen wenige, auflagenstarke Erfolgsautoren wie z. B. bei Suhrkamp seinerzeit (2004) ein Carlos Ruiz Zafón die Verluste aus den Büchern von – unter Absatzgesichtspunkten – nicht so erfolgreichen Autoren kompensieren; die Bestseller eines Verlages finanzieren somit das restliche Verlagsprogramm mit (Quersubventionierung).

### Abgrenzung zu Print on Demand
Beim Print-on-Demand kann jedes Exemplar einzeln, also auch in einer Auflage der Höhe 1 hergestellt werden – was insbesondere auch für Selbstpublikationen von Bedeutung ist. Damit verliert der klassische Auflagenbegriff seine Bedeutung wie sich auch die Kalkulation für Print-on-Demand-Exemplare erheblich von der in festgelegter Auflagenhöhe erscheinenden Druckwerke unterscheidet.
Im Print on Demand kann sich die Angabe von „Auflagen“ auch schon auf kleinere Bearbeitungen bzw. Änderungen nach dem Abverkauf nur weniger Exemplare eines Buchtitels beziehen, insbesondere wenn der auf diesem Weg erstellende Autor von Selbstpublikationen an deren Erscheinungsbild wiederholt nachbessern musste. Andererseits könnten so erstellte Exemplare der ersten Auflage eines Bestsellers auch bereits eine Million Mal abverkauft worden sein. Die Angabe von „Auflagen“ auf diese Weise erstellter Buchtitel sagt somit in der Regel nichts über deren Auflagenhöhe aus.

## Zeitungen und Zeitschriften
Bei Zeitungen und Zeitschriften unterscheidet man vor allem zwischen der gedruckten Auflage, der verkauften Auflage und der verbreiteten Auflage. Die Lücke zwischen verkaufter Auflage und verbreiteter Auflage schließen die Freistücke. Unter Freistücken versteht man alle unentgeltlich verbreiteten Exemplare unter Ausschluss von Belegexemplaren. Ein Beispiel für ein Freistück ist eine kostenlose Ausgabe im Zuge eines Schnupper-Abonnements. Bei Kundenzeitschriften, Mitgliederzeitschriften oder Anzeigenblättern gibt es ausschließlich die Größe der verbreiteten Auflage und der Druckauflage.

### Gedruckte Auflage / Druckauflage
Die Druckauflage ist die Stückzahl der gedruckten Exemplare abzüglich der Makulatur. Diese Auflage ist für die Kostenrechnung ebenso entscheidend wie die Verkaufsauflage.

### Verkaufte Auflage
Innerhalb der verkauften Auflage unterscheidet man zwischen abonnierten Exemplaren, EV-Verkauf (an den Einzelverkauf gelieferte Stücke abzüglich der Remittenden), Lesezirkel-Exemplare, Bordexemplare und sonstigem Verkauf. Alle verkauften Exemplare, die weder den Verkäufen zur Weitergabe, den abonnierten Stücken noch den Einzelverkäufen zuzurechnen sind, werden dem Sonstigen Verkauf zugerechnet. Es handelt sich um Exemplare, die zu meist stark reduzierten Preisen verkauft werden, weshalb die Sonstigen Verkäufe gemeinhin als Marketinginstrument gelten.
Die Verkaufsstellen (Kioske, Tankstellen) schicken nicht verkaufte Exemplare der ausgelieferten Auflage als Remittenden an den Pressegroßhandel zurück. Je nach Periodizität können die Grossisten sie neu verteilen (bei monatlich oder vierteljährlich erscheinenden Zeitschriften). Die Remission kann als Ganzremission, Titelseiten- oder Titelkopfremission erfolgen. Die verkaufte Auflage ist immer von der Stückzahl her die kleinste der drei unterscheidbaren Auflagentypen.

### Verbreitete Auflage
Die verbreitete Auflage umfasst neben den Verkäufen über Einzelhandel und Abonnement auch alle kostenlos verteilten Exemplare. Der Grund für die kostenlose Verbreitung von Zeitungen und Zeitschriften ist in ihrem Erlösmodell zu sehen. Sie finanzieren sich vielfach nur zum Teil über den Verkauf des Titels, die restlichen Erlöse stammen aus dem Verkauf von Anzeigen. Die kostenlose Verbreitung soll attraktive Zielgruppen für die Werbung generieren.

### Großauflage
Als Großauflage wird die erhöhte Auflage bezeichnet, die in einem bestimmten geografischen Gebiet regelmäßig zusätzlich und kostenlos zur abonnierten Auflage einer Zeitung verteilt wird.

### Auflagenkontrolle
Die Auflagenhöhe von Zeitungen und Zeitschriften ermittelt in Deutschland die Informationsgemeinschaft zur Feststellung der Verbreitung von Werbeträgern (IVW). Sie ist eine neutrale Kontrolleinrichtung, die vergleichbare Daten über die Auflagezahlen (= Auflagenhöhe) bereitstellt. Die Anzeigenblätter in Deutschland werden durch die ADA – Auflagenkontrolle der Anzeigenblätter geprüft. Dies ist eine vom Bundesverband Deutscher Anzeigenblätter (BVDA) getragene Institution, arbeitet aber über zwei namhafte Wirtschaftsprüfungsgesellschaften völlig eigenständig und unabhängig. Vergleichbares leistet für Österreich die Österreichische Auflagenkontrolle (ÖAK) und für die Schweiz die AG für Werbemedienforschung (WEMF).
Kritiker greifen die Möglichkeiten an, die Verkaufte Auflage zu manipulieren, indem man Scheinverkäufe hinzurechnet, etwa Gratis-Exemplare an unterschiedliche Adressaten oder Bordexemplare, die zu günstigen Preisen an Fluggesellschaften gegeben werden.

### Reichweite
Der Begriff Auflage ist abzugrenzen von der Reichweite einer Publikation. Diese gibt die Zahl der Personen an, die Leser einer Ausgabe (LpA = Leser pro Ausgabe) eines Titels oder einer Titelkombination sind. Der Bezug ist dabei auf das Erscheinungsintervall, also ein Tag bei täglichen Medien, eine Woche bei wöchentlich erscheinenden und ein Monat bei monatlich erscheinenden Medien. Umfragen ermitteln diese Daten. Die Reichweite unterscheidet sich von der Auflage, da ein Exemplar üblicherweise von mehreren Personen gelesen wird. Eine Faustformel für das Verhältnis zwischen Auflage und Reichweite existiert nicht. Näheres im Artikel Reichweite (Medien).